# Dendrophthora mexicana
Dendrophthora mexicana är en sandelträdsväxtart som beskrevs av Kuijt. Dendrophthora mexicana ingår i släktet Dendrophthora och familjen sandelträdsväxter. Inga underarter finns listade i Catalogue of Life.